# Umm al-Fahm
Umm al-Fahm è una città israeliana che si trova nel Distretto di Haifa, con una popolazione di 45.000 persone, quasi tutti cittadini arabi di Israele. È il centro sociale, culturale ed economico per i residenti di Wadi 'Ara.